# Dominique Bernard-Deschamps
Pour les articles homonymes, voir Bernard et Deschamps.
Cet article possède un paronyme, voir Dominique Bernard.
Dominique Deschamps dit Dominique Bernard-Deschamps, né le 23 mars 1882 à Bordeaux (Gironde) et mort le 23 mai 1966 à Vence (Alpes-Maritimes), est un réalisateur, scénariste et acteur français.

## Biographie
Spécialiste du cinéma scientifique, Dominique Bernard-Deschamps a tourné quelques films de fiction, et collaboré assez longtemps avec le professeur Henri Chrétien sur le projet de l'écran large qui devait aboutir au Cinémascope.

## Filmographie

### Comme réalisateur
- 1908 : Porchefontaine (documentaire)
- 1914 : Service secret
- 1914 : Les Frontières du cœur
- 1914 : Le Lynx, d’après le livre éponyme de Michel Corday et André Couvreur.
- 1915 : Amour sacré
- 1916 : Des canons, des munitions
- 1917 : 48, avenue de l'Opéra (coréalisation : Georges Denola)
- 1918 : Hier et aujourd'hui
- 1922 : La Nuit du 11 septembre (tourné en 1919)
- 1922 : L'Agonie des aigles (coréalisation : Julien Duvivier)
- 1932 : Le Rosier de Madame Husson[3]
- 1935 : La Marmaille
- 1938 : Monsieur Coccinelle
- 1940 : Tempête

### Comme scénariste
- 1922 : La Nuit du 11 septembre
- 1938 : Monsieur Coccinelle
- 1940 : Tempête

### Comme acteur
- 1909 : La Fin d'un beau rêve de Gérard Bourgeois
- 1911 : L'Homme de peine de Michel Carré
- 1912 : La Dernière Aventure du prince Curaçao de Georges Denola